# Magdala (woreda)
Pour les articles homonymes, voir Magdala.
Magdala est un des 105 woredas de la région Amhara, en Éthiopie.